# Torre de Lariz
La torre Lariz, o Laritz, es un palacio urbano de estilo renacentista del siglo XV que forma parte del entramado urbano medieval de la localidad vizcaína de Durango en el País Vasco en España. Está considerada como el edificio más antiguo de Durango. Aunque fue construida en tiempos de las guerras de bandos, al estar dentro de un espacio urbano, se pudo prescindir de los elementos defensivos y hacer hincapié en los ornamentales.

## Descripción
El edificio se encuentra en el ángulo SO, entre el río Mañaria y la calle Barrenkale, se trata de un edificio desarrollado en planta baja, entrepiso, piso principal y buhardilla. Su fachada principal está realizada en sillería de arenisca y en ella destaca un friso de canecillos esculpidos que debieron de servir de apoyo a un voladizo o balcón y unas ventanas dobles ojivales en la primera planta con vanos están decorados. En la segunda planta se abren dos ventanas rectangulares y una puerta, debería pertenecer a algún balcón ya desaparecido, también con vanos decorados, sobre ellas la serie de  canecillos esculpidos entre los que se abre una pequeña ventana. El resto de las fachadas están hechas en mampostería con los vanos de los huecos rematados en sillería. 
Aunque el estilo principal se puede encajar dentro del renacentista se elementos decorativos del gótico final como vanos conopiales o apuntados, geminados, ventanales de asiento o tallas de gusto hispano-flamenco que comparten espacio con otros propios del Renacimiento como arcos de medio punto, ventanas adinteladas a profusamente decoradas por bolas o cabezas de clavos. El diseño de la fachada principal busca la simetría que tiene como punto de eje el gran arco de medio punto del acceso principal en torno al cual se  distribuyen de forma  regularmente ordenada grandes vanos adintelados con tracería en cruz, todo ello rematado con el  friso de canecillos. En el lado izquierdo de la fachada hay dos grandes canecillos uno con la figura de un guerrero y otro con ocho piernas en rueda, que pudieron soportar un balcón.

## Historia
El edificio perteneció a la familia Ybannes de Laris que poseía varios edificios en Durango y tierras por la merindad. En 1483 la reina  Isabel la Católica, como Señora de Vizcaya vino a jurar los fueros del  Señorío de Vizcaya y de la Merindad de Durango y pernoctó en Durango en alguna de las propiedades de  Martín Ybannes de Laris, el registro de archivo dice "en casa de Martín Ybannes de Laris", por lo que muy probablemente lo hiciera en la torre Lariz, aunque la familia poseía varias casas en la misma calle de Yuso.
En el solar que ocupa el edificio se han encontrado restos de construcciones anteriores datadas en 1240. Desde su construcción el inmueble ha tenido varios usos que han obligado a realizar diferentes reformas. Desde casa palaciega del siglo XV hasta casa de vecindad en el siglo XX pasando por cárcel en 1843.
El edificio se fue deteriorando hasta que a principios del siglo XXI fue adquirido por el ayuntamiento de Durango quien, con apoyo de la Diputación Foral de Vizcaya y las supervisión del departamento de arqueología de la Universidad del País Vasco, que realizó un estudio en profundidad del mismo entre los años 2004 y 2006, llevó a cabo una profunda restauración integral que se prolongó desde 2007 a 2009 destinando el inmueble a  usos sociales.